# Hridi Lukavci
Hridi Lukavci är klippor i Kroatien.   De ligger i länet Dalmatien, i den södra delen av landet, 300 km söder om huvudstaden Zagreb.
Terrängen runt Hridi Lukavci är huvudsakligen kuperad, men den allra närmaste omgivningen är varierad.  Närmaste större samhälle är Hvar, 15,1 km nordväst om Hridi Lukavci. 